# Universitätsgemeinschaftsschule Dresden
Die Universitätsgemeinschaftsschule Dresden (bis 2022 Universitätsschule Dresden) ist ein gemeinsames Projekt der Stadt Dresden und Technischen Universität Dresden. Sie ist eine öffentliche und kostenfreie Gemeinschaftsschule in städtischer Trägerschaft, an der unter wissenschaftlicher Begleitung innovative Formen des Lehrens und Lernens erprobt werden. Darüber hinaus ist sie Ausbildungsschule für zukünftige Lehrkräfte und künftig auch Weiterbildungsschule für Lehrerinnen und Lehrer. Wissenschaftlich begleitet wird der Schulversuch von der Forschungsstelle Universitätsschule ForUS an der TU Dresden.
Die Universitätsschule Dresden befindet sich im Stadtteil Plauen auf der Cämmerswalder Straße und ist im Schuljahr 2019/20 mit den Jahrgangsstufen 1, 2, 3 und 5 gestartet. Im Schuljahr 2020/21 lernten bereits die Klassenstufen 1 bis 6 der Konzeption entsprechend jahrgangsübergreifend, fächerverbindend, inklusiv, ganztägig, mehrsprachig, selbstbestimmt, kooperativ und digital gestützt. Der Schulversuch ist zunächst für 15 Jahre genehmigt.
Zunächst war nach der Aufbauphase eine durchgängig dreizügige Grund- und Oberschule mit den Stufen 1 bis 10 geplant. Mit dem Schuljahr 2022/2023 ändert sich die Schulform zu der einer Gemeinschaftsschule, wie vom Stadtrat Dresden in der 31. Stadtratssitzung beschlossen. Damit wird auch der gymnasiale Schulabschluss möglich; Voraussetzung dafür ist aber die Vierzügigkeit. Das Schulkonzept erlaubt das Unterrichten der Kinder in gemischten Gruppen ganz nach deren Möglichkeiten und Bedürfnissen, ohne die Kinder in gymnasiale und Oberstufe (Hauptschul- und Realschulniveau) zu trennen. Im Stadtratsbeschluss sind außerdem die finanziellen Mittel für einen Teilneubau und die Sanierung des Schulgebäudes am Höckendorfer Weg bewilligt. Bis dieser Schulumbau fertig gestellt ist, lernen die Kinder und Jugendlichen der Universitätsschule in einem dreistöckigen Containerbau und dem DDR-Bestandsgebäude an der Cämmerswalder Straße.
Das Konzept der Universitätsschule Dresden wurde entwickelt von einer Projektgruppe an der TU Dresden unter Leitung von Anke Langner, Professur für Erziehungswissenschaft mit dem Schwerpunkt Inklusive Bildung, und wird stetig weiterentwickelt.
Das Schulgebäude ist ein Typenschulbau Dresden R 81 (Gangtyp) aus DDR-Zeiten.